# Vakuumpump

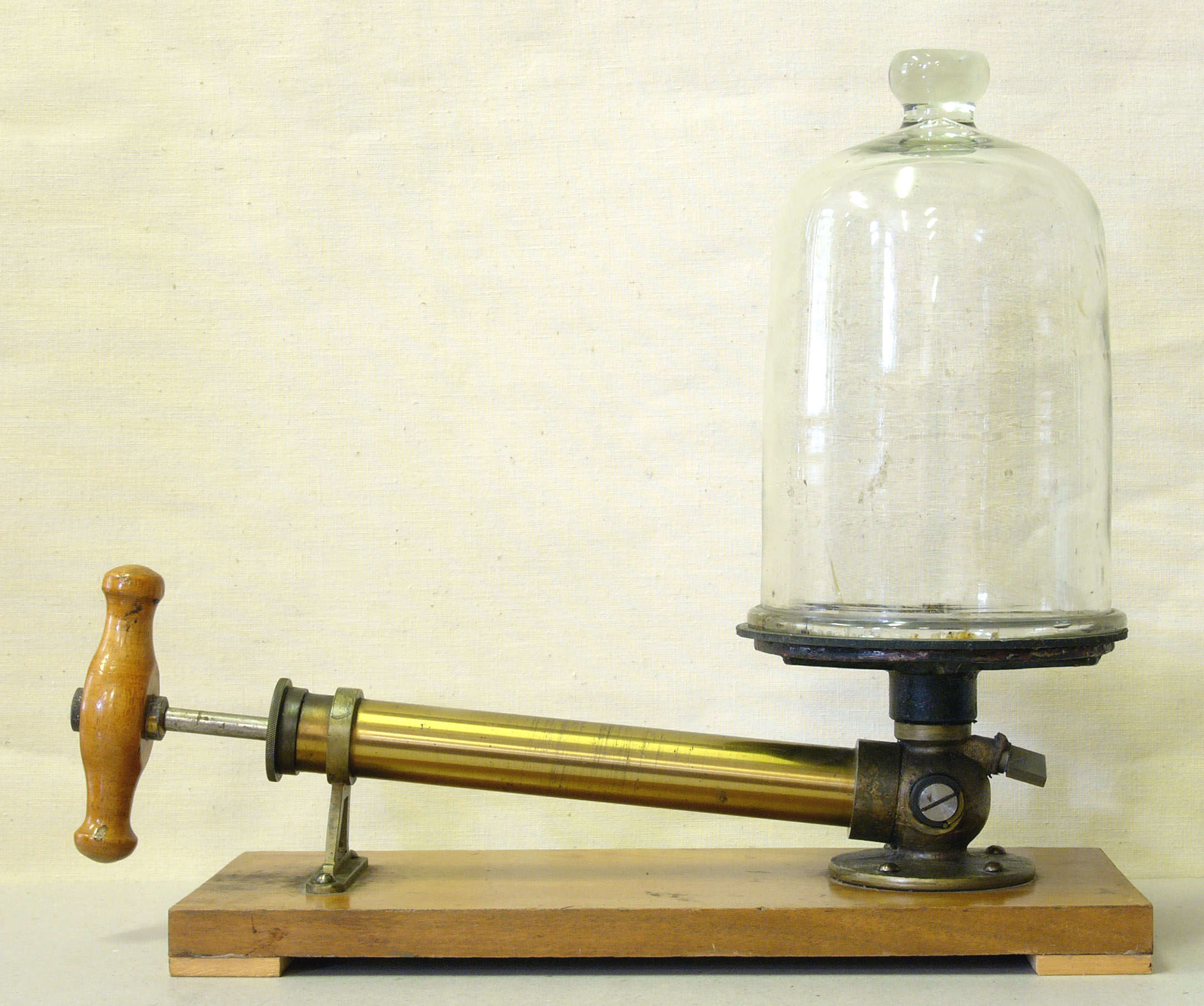
Vakuumpump.

En vakuumpump är en typ av luftpump för att sänka trycket i tankar, ledningar och apparater.
Den äldsta typen av vakuumpump var kolvluftpumpen, konstruerad av borgmästaren i Magdeburg Otto von Guericke omkring 1650. En lufttät kolv i en cylindrisk pumpstövel, som är förenad med det kärl där luften skall pumpas ur, rör sig från kärlet som skall tömmas på luft, varpå en kran mellan pumpstöveln och det luftförtunnade kärlet försluts. Genom att fylla rummet mellan kranen och pumpstöveln med olja, så kallade oljeluftpumpar kan ytterligare förtunna luften. En annan metod är att montera ytterligare en pumpstövel som förtunnar luften även i området mellan kran och huvudpumpstövel. Wolfgang Gaede konstruerade i början av 1900-talet en kolvluftpump, "Gaedes kolvpump", som kunde sänka trycket till 0,00005 mmHg.
I laboratorier blev under början av 1900-talet vattenstrålpumpar vanliga. De fungerar genom att en vatten under högt tryck pressas in i ett nedtill avsmalnande rör. Vattenstrålen pressas därefter in i ett annat rör, som befinner sig i förlängningen av det förra, och därvid suger luft med sig. Bägge dessa rör är placerade inuti ett bredare rör, som står i förbindelse med kammaren där trycket skall sänkas.
Kapselpumpen, även den utvecklad av Wolfgang Gaede, baseras på samma princip som kolvluftpumpen. Kolven är här ersatt med en roterande cylinder. Cylindern är excentriskt anbringad i ett cylindriskt pumphus och försedd med två metallstycken, som hålls isär och tycks mot pumphusets inre vägg med en spiralfjäder. Under rotationen drivs luften av metallstyckena från ena sida av pumphuset, som står i förbindelse med kammaren som skall tömmas på luft, till den andra, som med en ventil är förbunden med ytterluften. Kapselpumpen kan sänka trycket till 0,01 mmHg, och används främst som förpump.
I stället för kolv kan man även använda vätska. Under 1800- och 1900-talet var kvicksilverpumpar vanliga, modeller framställdes bland andra av Hermann Sprengel och Heinrich Geissler. Wolfgang Gaede utvecklade senare "Gaedes roterande kvicksilverpump" med roterande kammare, som mycket snabbare än de äldre typerna kunde tömma ett utrymme på gas.
Molekylarpumpen var en annan av Gaedes uppfinningar, vilken vid sitt användande fordrar en förpump. En molekylarpump består av en slät skiva eller en cylindrisk trumma, som roterar hastigt i ett cylindriskt pumphus med ett ytterst litet mellanrum mellan skivan eller trumman och pumphusets inre vägg. Genom friktion förs luften från kammaren som skall tömmas in i förvakuum, varvid den drivs fram i spiralformiga spår, urtagna i själva pumphuset. Molekylarpumpen fungerar på alla gaser och ångor, men med olika hastighet.
Ångstrålpumparna fungerar efter vattenstrålpumparnas princip, men drivs med ånga, vanligen kvicksilverånga istället. Difussionspumpen, även den utvecklad av Otto Gaede, fungerar efter liknande principer. Ångan strömmar här in i ett rör, som på ett ställe är försett med några fina öppningar. Luften diffunderar in genom dessa och bortförs med ångan.
Precis som kompressorer är det ej möjligt att bygga vakuumpumpar för hur stora tryckförhållanden som helst. Väl utförda vakuumpumpar klarar dock att sänka trycket till 1/100 och i tvåstegsutförande med två sådana pumpar i kaskad kan ett gott "industrivakuum" om 99,99 % (motsvarar 0,1 mbar) erhållas. Längre än så är det knappast lönt att gå med förträngningspumpar eftersom lågtryckssidans tunna restgas kräver allt större strömningstvärsnitt för att strömma till. Man använder då förträngningspumpen som "förvakuumpump" och hanterar med någon form av strål- eller molekylarpump de allt mer extrema volymflöden av förtunnad restgas som finns kvar på lågtryckssidan.
Det finns flera tillverkare av vakuumpumpar i Sverige. Atlas Copco är ett av de företag som erbjuder energieffektiva vakuumpumpar för ett brett spektrum av industriella applikationer.